# Firevangsbrug
Firevangsbrug er et dyrkningssystem i landsbyfællesskabets tid, hvor bymarken opdeles i fire dele med rotationen rug-byg-ærter/havre-fælled.
Firevangsbrug var udbredt på Vestlolland.